# Massimo Vitali

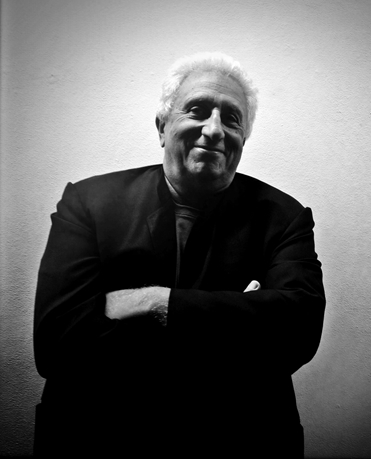
Vitali en 2013

Massimo Vitali (nacido en 1944) es un fotógrafo italiano que reside en Lucca.

## Vida y obra
Vitali nació en Como, Italia. Estudió fotografía en el London College of Printing. Al principio, en los años setenta, trabajó como fotoperiodista en la Report Agency, y después como camarógrafo de cine.
En 1995 empezó a ejercer la Fotografía de Bellas Artes, a menudo sobre un podio de cuatro o cinco metros de altura y con cámaras de cine de gran formato para captar detalles de alta resolución en planos extensos de lugares como playas, clubes y espacios públicos.
Su trabajo se ha expuesto en el Centro de Arte Reina Sofía, en Madrid, el  Museo Guggenheim de Nueva York, el Museo de Arte Contemporáneo de Denver, Colorado, el Fonds national d'art contemporain, en París, el Centro Pompidou, en París, el Museo Nacional de Arte Moderno (Francia), en París, la Fundación Cartier, en París, y el Museo Luigi Pecci, en Prato, Italia.[cita requerida]

## Publicaciones
- So Now Then (Ffotogallery, 2006)
- Les plages du Var (Hotel des Arts, 2000)
- dormir/sleep (coromandel, 2000)
- Beach and Disco (Steidl, 2000)
- Landscapes with Figures (Steidl, 2004), ISBN 3-88243-912-2
- Natural Habitats (Steidl, 2011)

### Entrevistas
- A conversation with Massimo Vitali, por Joerg Colberg
- Photographing People Once They've Left a Work State-of-Mind, por Richard Kern
- Massimo Vitali talks to Yatzer  Despina Pavlaki
- Massimo Vitali: mille piccole storie in uno scatto, por Rino Scarcelli
- Entrevista de Corbis: Massimo Vitali at 2011 LOOK3
- Audioentrevista con Vitali y fotografías, por Jim Casper

- Datos: Q3297781
- Multimedia: Massimo Vitali / Q3297781